# Romy Pletzer
Romy Pletzer (* 1982) ist eine ehemalige österreichische Snowboarderin. Sie startete in den Paralleldisziplinen und im Snowboardcross.

## Werdegang
Pletzer, die für den SC Mittersill startete, nahm in der Saison 1998/99 am Kreischberg erstmals am Snowboard-Weltcup der FIS teil und errang dabei den 26. Platz im Parallelslalom und den 18. Platz im Snowboardcross. Bei den Juniorenweltmeisterschaften 1999 auf der Seiser Alm kam sie auf den 21. Platz im Parallel-Riesenslalom und bei den Juniorenweltmeisterschaften 2000 in Berchtesgaden auf den 19. Platz im Parallel-Riesenslalom sowie auf den 17. Rang im Parallelslalom. Im März 2001 gewann sie bei den Juniorenweltmeisterschaften im Nassfeld die Bronzemedaille im Parallelslalom und die Goldmedaille im Parallel-Riesenslalom. In der Saison 2001/02 erreichte sie in Bad Gastein mit Platz sieben im Parallelslalom ihre einzige Top-Zehn-Platzierung im Weltcup und mit dem 26. Rang im Gesamtweltcup ihr bestes Gesamtergebnis. Bei den Juniorenweltmeisterschaften 2002 in Rovaniemi belegte sie den 16. Platz im Snowboardcross und den sechsten Rang im Parallel-Riesenslalom. In der Saison 2004/05 holte sie im Parallelslalom in Nendaz ihren ersten Sieg im Europacup und errang zum Saisonende mit einem dritten Platz sowie zwei zweiten Plätzen, den zweiten Platz in der Parallelwertung des Europacups. Bei der Winter-Universiade 2005 in Innsbruck holte sie die Silbermedaille im Parallel-Riesenslalom. In der folgenden Saison gewann sie mit einem ersten und zwei zweiten Plätzen die Parallelwertung des Europacups. Im Januar 2007 holte sie im Parallelslalom in Nendaz ihren dritten und damit letzten Sieg im Europacup. Ihren 44. und damit letzten Weltcup absolvierte sie im Januar 2008 in Bad Gastein, welchen sie auf dem 37. Platz im Parallelslalom beendete.

## Weltcup-Gesamtplatzierungen
| Saison    | Gesamt | Gesamt | Parallel | Parallel | Snowboardcross | Snowboardcross |
| Saison    | Punkte | Platz  | Punkte   | Platz    | Punkte         | Platz          |
| --------- | ------ | ------ | -------- | -------- | -------------- | -------------- |
| 1998/99   | 50     | 91.    | -        | -        | 130            | 42.            |
| 1999/2000 | 32     | 103.   | 13       | 89.      | 260            | 39.            |
| 2001/02   | 86     | 26.    | 190      | 36.      | 250            | 41.            |
| 2002/03   | -      | -      | 190      | 52.      | -              | -              |
| 2003/04   | -      | -      | 56       | 69.      | -              | -              |
| 2004/05   | -      | -      | 68       | 57.      | -              | -              |
| 2005/06   | 75     | 158.   | 75       | 62.      | -              | -              |
| 2006/07   | 804    | 59.    | 823      | 31.      | -              | -              |
| 2007/08   | 261    | 113.   | 261      | 44.      | -              | -              |